# E-Informatica Software Engineering Journal
E-Informatica Software Engineering Journal là một tạp chí khoa học và công nghệ của Ba Lan, được xuất bản bởi Đại học Khoa học và Công nghệ Wrocław. Tạp chí là nơi xuất bản các công trình nghiên cứu khoa học ở các lĩnh vực kỹ thuật phần mềm, trong đó tạp chí cũng chú ý đến việc công bố các phương pháp luận, thực hành, kiến trúc, công nghệ và công cụ được sử dụng trong các quy trình dọc theo vòng đời phát triển phần mềm, nhưng đặc biệt cần chú trọng đến việc đánh giá thực nghiệm. Các chủ đề được ưu tiên bao gồm: Kỹ thuật và mô hình hóa yêu cầu phần mềm, Kiến trúc và thiết kế phần mềm, Kiểm tra, phân tích và xác minh phần mềm, Phương pháp và thực hành phát triển phần mềm Agile, Phát triển theo hướng mô hình, Chất lượng phần mềm, Đo lường và đo lường phần mềm, Thực nghiệm và các nghiên cứu thử nghiệm trong kỹ thuật phần mềm (bao gồm các bản sao), Kỹ thuật phần mềm dựa trên bằng chứng, Nghiên cứu bản đồ và đánh giá có hệ thống, Phân tích tổng hợp, Phát triển phần mềm theo hướng khía cạnh, Công cụ phần mềm, vùng chứa, khuôn khổ và môi trường phát triển, Phương pháp chính thức trong kỹ thuật phần mềm, Phần mềm Internet phát triển hệ thống, Độ tin cậy của hệ thống phần mềm, Tương tác giữa con người với máy tính AI và kỹ thuật phần mềm dựa trên tri thức, Khai thác dữ liệu trong kỹ thuật phần mềm, Các mô hình dự đoán trong kỹ thuật phần mềm, Kho phần mềm khai thác, Kỹ thuật phần mềm dựa trên tìm kiếm, Các thuật toán tiến hóa đa mục tiêu. Tạp chí xuất bản bằng tiếng Anh, một năm có một tập. Tất cả các bài báo trên tạp chí đều được truy cập miễn phí trên cơ sở Truy cập Mở (Open access).

## Mã số xuất bản
- ISSN: 1897-7979 (bản in)
- eISSN: 2084-4840 (bản điện tử)
- GICID: 71.0000.1500.1240
- DOI: 10.5277/e-informatica
- Nhà xuất bản: Đại học Khoa học và Công nghệ Wroclaw

## Chỉ số ảnh hưởng
- Chỉ số SJR (Scimago Journal Rank) năm 2019: 0.275[2]
- Chỉ số SNIP (Source Normalized Impact per Paper) năm 2019: 0.605[2]
- Chỉ số Scopus CiteScore năm 2019: 3.7[2]
- Chỉ số H Index năm 2019: 6[3]
- Danh mục tạp chí SCIE năm 2019: Nhóm Q3[3]
- E-Informatica Software Engineering Journal được lập chỉ mục trích dẫn khoa học ở các cơ sở dữ liệu: BazTech, ICI Journals Master List/ICI World of Journals, Scopus, Emerging Sources Citation Index, PBN/POL-Index, Compendex, Directory of Open Access Journals (DOAJ), Google Scholar, DBLP Computer Science Bibliography[4].

## Tổng biên tập
- Lech Madeyski, Đại học Khoa học và Công nghệ Wroclaw